# Requiem (John 5)
Requiem è il quarto album in studio del chitarrista statunitense John 5, pubblicato nel 2008 per la 60 Cycle Hum Records.

## Tracce
1. Sounds of Impalement – 4:16
2. Heretic's Fork – 3:51
3. Noisemaker's Fife – 5:23
4. Pity Belt – 1:36
5. Cleansing the Soul – 5:40
6. The Judas Cradle – 4:24
7. Pear of Anguish – 1:01
8. The Lead Sprinkler – 5:35
9. Scavenger's Daughter – 6:45
10. Requiem – 4:26